# Río Chanchamayo
Le Chanchamayo (en Quechua : chanchay) est une rivière du Pérou dans la région de Junín. 
Elle prend sa source dans les montagnes Huaytapallana où elle est alors nommée Tulumayu et coule le long de La Merced. À sa confluence avec le Pawkartampu, elle devient le río Perené.

## Galerie

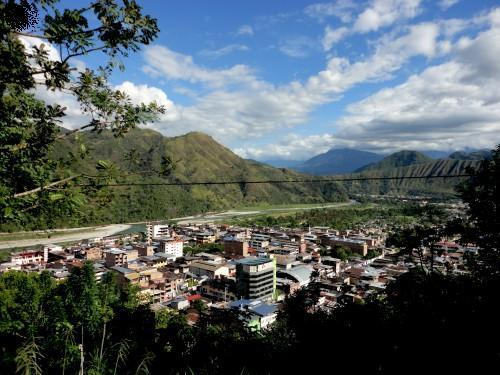
La rivière Chanchamayo à La Merced.
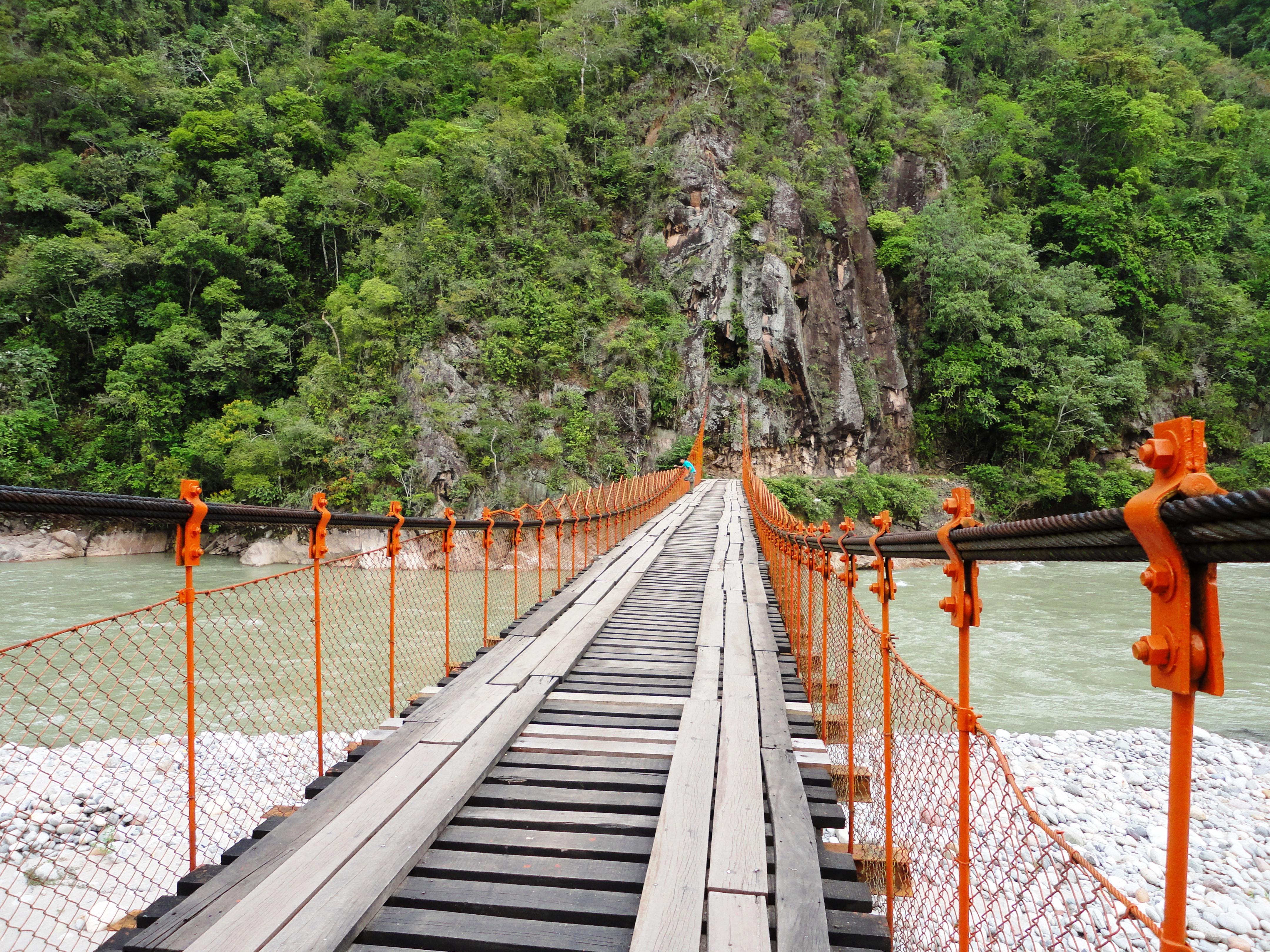
Le pont Kimiri traversant la Chanchamayo, près de Kimiri.